# Edward C. Thiel
Edward Carl Thiel (* 4. Mai 1928 in New York City, New York; † 9. November 1961 im Wilkesland, Antarktika) war ein US-amerikanischer Geophysiker, Seismologe und Polarforscher.

## Leben
Thiel wuchs in Passaic im US-Bundesstaat New Jersey auf. Er graduierte 1950 an der University of Wisconsin, wo er 1955 auch promovierte. 1957 erhielt er dort in der Fakultät für Geologie eine Anstellung als Geophysiker. In diesem Jahr nahm er an einer Feldforschungsarbeit in Alaska teil und wurde leitender Seismologe auf der Ellsworth-Station. In den Jahren 1958 und 1959 war er an luftunterstützten geomagnetischen Messungen in Antarktika beteiligt. 1961 nahm er eine Professur als Geophysiker an der University of Minnesota an. Mit Hilfe eines Stipendiums der National Science Foundation kehrte er in jenem Jahr nach Antarktika zurück, wo er am 9. November bei einem Flugzeugabsturz nahe der Wilkes-Station ums Leben kam. Ihm zu Ehren tragen die Thiel Mountains und der Thiel Trough seinen Namen.